# Togepi et ses évolutions

Togepi (トゲピー, Togepī, dans les versions originales en japonais) et ses évolutions, Togetic (トゲチック, Togechikku) et Togekiss (トゲキッス, Togekissu), sont trois espèces de Pokémon de type fée, appartenant à la franchise Pokémon, gérée par Nintendo et Game Freak. Apparu à la 2 génération, avant la 6e génération Togepi était considéré comme un Pokémon de type Normal. Togepi a été créé par le dessinateur et créateur de jeu vidéo japonais Ken Sugimori, et il est apparu pour la première fois dans le dessin animé Pokémon, la série, dans lequel il devient un personnage principal, appartenant à Ondine pendant 5 saisons. Il apparait ensuite dans les jeux vidéo Pokémon Or et Argent ainsi que dans les autres jeux qui suivront ces opus, tout en étant représenté dans divers produits dérivés, spin-offs, et adaptations visuelles et animées.
Considéré comme un porte-bonheur, Togepi ressemble à un adorable bébé Pokémon. C'est un Pokémon de couleur crème et de petite taille, possédant un corps rond qui est toujours recouvert d'une coquille d'œuf. Dessus, on peut apercevoir des motifs rouges et bleus, ce qui nous laisse deviner que son vrai corps, caché en dessous, arbore le même motif. Togepi a des petits bras boudinés et des pieds ronds, avec des coussinets roses en dessous de ses petits pieds. Ses yeux sont noirs, et des épis en forme de couronne ornent son crâne. Togepi est débordant de bonheur, puisqu' il est capable d'absorber l'énergie positive d'autrui, et de la libérer ensuite à ceux qui en ont besoin. D'ailleurs, il est dit que faire tenir debout un Togepi endormi apporte la joie.
Togepi a fait ses premières apparitions dans les jeux vidéo Pokémon Or et Argent, avec en prime sa première évolution, Togetic, qui ne peut être obtenue qu'après avoir amené un Togepi à un niveau de bonheur élevé. Après avoir évolué, il perd sa coquille tout en conservant les motifs rouges et bleus de celle-ci. De plus, le Togetic possède un cou relativement long, des jambes visibles et une paire d'ailes sur le dos, ce qui lui donne une apparence légèrement angélique ou féerique. Dans Pokémon Diamant et Perle, Togepi a obtenu sa deuxième et dernière évolution appelée Togekiss. Pour en avoir un, le joueur doit utiliser une Pierre Eclat sur un Togetic. Bien qu'il conserve à la fois son motif rouge et bleu et son apparence féerique, Togekiss ressemble également à une colombe, avec un corps plus volumineux, de longues ailes à la place des bras et des pieds ronds similaires à ceux de Togepi. Sa ressemblance avec une colombe est renforcée par son empathie nouvellement acquise, puisqu'un Togekiss n'apparaît que lorsque les gens se respectent les uns les autres et lorsqu'il n'y a aucun conflit. 

## Évolution
Ces trois Pokémon sont l'évolution les uns des autres : Togepi évolue en Togetic, qui à son tour évolue en Togekiss. Il n'y ait pas de niveau spécifique requis pour le faire. Ses évolutions ne dépendent donc pas d'un certain cap d'expérience. Son énergie provient des émotions positives et on dit que sa coquille est remplie de bonheur
Sa première évolution nécessite qu'un Togepi gagne un niveau alors que sa jauge de bonheur est suffisamment élevée.  Physiquement, le torse de Togetic conserve les mêmes motifs triangulaires rouges et bleus qu'il avait sur sa coquille en tant que Togepi, mais il gagne un cou plus long et son apparence, inspirée par des fées, est plus accentuée en raison de l'acquisition d'une paire d'ailes courtes et d'une coloration entièrement blanche. Toguetic est un Pokémon de type fée et vol et est issu de la deuxième génération. Il occupe la cent-soixante-quinzième place du Pokédex. Il est blanc mais a des anneaux triangulaires rouges et bleus sur son ventre.
Sa deuxième et dernière évolution nécessite qu'un Togetic soit exposé à une Pierre Eclat pour évoluer. Togekiss conserve les motifs triangulaires rouges et bleus ainsi que son apparence féérique observés dans ses formes précédentes, mais il présente également une légère forme d'oiseau. Contrairement à ses formes précédentes, Togekiss a fait ses débuts deux générations après celles ayant introduit ses deux premières formes, dans Pokémon Diamant et Perle.

## Apparitions

### Jeux vidéo
Dans les jeux vidéo Pokémon Or, Argent et Cristal, Togepi apparaît d'abord comme un œuf mystère donné au joueur par un personnage de faible importance appelé « M. Pokémon », qu'il doit ensuite rapporter au Professeur Orme. Ce dernier décide de laisser cet œuf sous la responsabilité du joueur. Dans Pokémon Rouge Feu et Vert Feuille, un personnage vivant sur les îles Sevii vous donne un œuf de Togepi, après avoir obtenu le Pokédex National. Dans Pokémon Platine, Cynthia donne au joueur un œuf de Togepi au cours de l'intrigue principale. Dans Pokémon Stadium 2, Togepi joue dans son propre mini-jeu appelé « Speedy Togepi ». Les joueurs doivent tenir en équilibre sur une longueur de 100 mètres, tout en évitant toutes sortes d'objets sur leur parcours.Togepi apparaît dans un mini-jeu d'exploration de donjons sur le Pokémon Mini appelé Togepi's Great Adventure (non-sorti en Europe).Togepi apparaît également dans tous les jeux Super Smash Bros. depuis Melee en tant qu'invocation de personnage sorti d'une Poké Ball, et utilise la technique Métronome sur le terrain. Togepi apparaît également dans Super Smash Bros. Ultimate en tant qu'Esprit.
Ces Pokémon avaient le type Normal (Togepi) et Normal/Vol (Togetic et Togekiss) lors de leur création. Mais avec la sixième génération apparaît le type Fée, un 18e type destiné à rééquilibrer le système de jeu. Pour avoir dès son apparition un grand nombre de Pokémon de ce type, il est attribué à des Pokémon des générations antérieures. C'est le cas de la famille de Togepi, qui obtient le type Fée à la place du type Normal,.

### Anime
Dans Pokémon, la série, Togepi est l'un des premiers Pokémon de deuxième génération révélés avant la sortie de Pokémon Or et Argent (avec Coxy, Joliflor ou Ho-oh notamment). Dans « L'Attaque du Pokémon Préhistorique » (épisode 46), Sacha trouve un œuf de Pokémon. Il éclot en Togepi dans « Œuf surprise » (épisode 50), et puisque Ondine est la première personne que le bébé Pokémon aperçoit à sa naissance, il croira qu'elle est sa mère en raison de l'empreinte filiale, anticipant ainsi le lien de Togepi avec les oiseaux, qui devient plus clair dans les formes évoluées de Togetic et Togekiss.
Dans Les Vacances de Pikachu (court-métrage), Pikachu garde Togepi avec tous ses amis. Par la suite, Togepi se met à pleurer, parce qu'il a faim. Les amis de Pikachu essayent donc de régler ce problème en lui donnant une pomme, mais Psykokwak la mange, ce qui fait pleurer Togepi de nouveau. Enfin, Bulbizarre chante une berceuse pour endormir Togepi.
Ondine devient inséparable de son Togepi et le transporte partout où elle va. Bien qu'il soit trop jeune pour connaître d'autres attaques, il connaît et utilise à plusieurs reprises la technique « Métronome ». Dans l'épisode 45 de la saison Advance Génération appelé « Le Paradis Togepi ! », Ondine se rend à Hoenn pour rencontrer Sacha, Pierre, Flora et Max. À la fin de l'épisode, Togepi évolue en Togetic pour protéger le « Royaume Mirage », qui sert de paradis aux Togepis. Ondine décide à contrecœur de le laisser rester sur place et de protéger le Royaume Mirage, tout en continuant son voyage sans lui.
Une Togepi farceuse et mal élevée apparait dans l'épisode 142 de la saison Diamant & Perle appelé « Un Topgepi facétieux ». Celle-ci possède une personnalité espiègle, jouant des tours et piégeant Sacha et ses amis ainsi que la Team Rocket, avant de s'envoler dans l'espace à bord d'un vaisseau spatial. Certains fans spéculent même sur le fait que son caractère, étant en synchronisation avec ce que représente le type Ténèbres, lui confère le double type Fée/Ténèbres.
Togekiss, sa forme évoluée finale, apparait pour la première fois dans l'épisode 171 de la saison Diamant & Perle « L'aurore d'une journée royale ». Cette femelle Togekiss appartient à l'origine à Salvia, une princesse ressemblant à l'héroïne de Diamant & Perle, Aurore. Au cours de l'épisode, la princesse décide d'offrir son Togekiss à cette dernière, afin qu'elles puissent toutes deux participer aux concours Pokémons. Cette Togekiss est aussi élégante et gracieuse que son ancienne propriétaire, en plus d'être perçue comme une figure maternelle pour les autres Pokémons.

### Manga
Dans le manga Pokémon - La Grande Aventure, le personnage principal Or reçoit un œuf provenant des Togetics de Jasmine, qui finira par éclore en un Togepi. Cependant, contrairement à un Togepi ordinaire, celui-ci a l'air d'être toujours en colère et possède une nature assez violente, puisqu'après sa naissance, il a réussi à vaincre un Scorplane sauvage, qui voulait le manger sous sa forme d'œuf. De plus, le Togepi d'Or a hérité de certaines de ses habitudes de jeu en étant encore qu'un œuf. Au bout d'un certain temps, Or et Togepi réussissent enfin à devenir inséparables aux Ruines d'Alpha, tout en essayant d'empêcher Arceus de se déchaîner, ce qui permet au Togepi d'Or d'évoluer en Togetic puis immédiatement en Togekiss, étant donné que Peter lui avait donné en cadeau une Pierre Eclat. Bien que les efforts combinés de Togekiss et Or semblent être vains et que leurs attaques ne parviennent pas à égratigner Arceus, le duo réussit contre toutes attentes à stopper sa crise et à calmer celui-ci.

## Accueil
Ce Pokémon de type Fée figure sur plusieurs articles promotionnels, incluant des jouets en peluches et des figurines. Aux États-Unis, il a participé à plusieurs reprises à des offres promotionnelles chez Burger King, dont une fois sous la forme d'un pouf et une autre fois sous la forme d'une carte plaquée or 23 carats,. Il fait également partie du jeu de cartes à collectionner Pokémon, et se voit même présenter dans le cadre d'une promotion entre Nintendo et la marque Eggo. Togepi est affiché sur le côté d'un avion 747-400, avec plusieurs autres Pokémon. Le blogueur Kevin Slackie, du magazine Paste, classe Togepi au 93e rang des meilleurs Pokémon. L'International Business Times mentionne Togepi comme étant un exemple d'une des meilleures conceptions de Pokémon de la deuxième génération.
Depuis son apparition dans l'anime Pokémon, Togepi a reçu un accueil plutôt chaleureux. Wired déclare que Togepi est un favori depuis sa première apparition dans l'épisode « L'attaque du Pokémon Préhistorique ». Fiona Parker, rédactrice en chef du Mirror, décrit Togepi comme étant un « Pokémon adorable ayant la forme d'un œuf ». IGN nomme Togepi comme candidat dans la catégorie des Pokémon les plus mignons, destinée aux jeunes lecteurs. Du fait que Togepi est l'un des premiers nouveaux Pokémon de Pokémon Or et Argent à apparaître dans l'anime, il est très populaire parmi les fans. Brett Elston, rédacteur de GamesRadar, remarque que les fans ne parlent que de « Togepi par-ci » et « Togepi par-là ». Plus tard, il critiquera son design, déclarant que son apparition dans Super Smash Bros. Brawl endort les gens avec son apparence ennuyeuse. Un autre rédacteur de GamesRadar, Raymond Padilla, qualifie Togepi de créature inutile ressemblant à un œuf, ajoutant qu'il est agaçant dans l'anime. Le site IGN inclut Togepi dans un sondage, auprès des jeunes lecteurs, sur les meilleurs Pokémon. Ils décrivent également Togepi comme étant « joyeusement dodu » et « rondouillard ».
Dans le livre The Japanification of Children's Popular Culture : From Godzilla to Miyazaki (La Japonisation de la Culture Populaire des Enfants : de Godzilla à Miyazaki), Mark I. West décrit Ondine, l'un des personnages principaux de l'anime Pokémon, comme une figure maternelle, ajoutant que ses instincts maternels se manifestent davantage dans la façon dont elle s'occupe de son Togepi, qu'il décrit d'ailleurs comme un « petit enfant hyperactif » qui nécessite une attention permanente. L'auteur Gerard Jones estime que Togepi est un bon Pokémon pour les fans de la franchise qui rêvent de s'occuper de nourrissons. Dans le livre Media And the Make-Believe Worlds of Children : When Harry Potter Meets Pokémon in Disneyland (Les médias et les mondes imaginaires des enfants : Quand Harry Potter rencontre les Pokémon à Disneyland), Maya Götz décrit une discussion avec une fille nommée Patricia qui rêve d'avoir Togepi comme ami, le décrivant comme un « nain » qui vit sur la lune, faisant des allers-retours depuis le « pays du lait et du miel ». Maya estime que Patricia rêve d'une phase précoce de sa vie, symbolisée par le « Togepi nouvellement éclos, qui a besoin d'être protégé ». L'Independent Collegian considère la scène où l'assistant du professeur Orme donne le Togepi aux joueurs comme un événement qui rappellera instantanément des souvenirs aux fans inconditionnels de Pokémon.